# Arrondissement Antony
Arrondissement Antony (fr. Arrondissement d'Antony) je správní územní jednotka ležící v departementu Hauts-de-Seine a regionu Île-de-France ve Francii. Člení se dále na 12 kantonů a stejný počet obcí.

## Kantony
- Antony
- Bagneux
- Bourg-la-Reine
- Châtenay-Malabry
- Châtillon
- Clamart
- Fontenay-aux-Roses
- Malakoff
- Montrouge
- Le Plessis-Robinson
- Sceaux
- Vanves